# José Agustín Catalá
José Agustín Catalá Delgado OL (11 de febrero de 1915, Guanare-18 de diciembre de 2011) fue un periodista y autor venezolano.

## Carrera
Es conocido por su trabajo sobre la dictadura de Marcos Pérez Jiménez, durante la que estuvo tres años en prisión. Anteriormente había sido encarcelado por cuatro meses por la publicación de un poema en 1934 durante la dictadura de Juan Vicente Gómez. Durante la dictadura de Marcos Pérez Jiménez, la compañía de Catalá  Editorial Ávila Gráfica imprimió los materiales clandestinos Acción Democrática, tales como periódicos y manifestos. Catalá fue arrestado después de la publicación en 1952 de Venezuela bajo el signo del terror, 1948-1952.
En 1996 recibió la Orden de Bernardo O'Higgins de Chile por su trabajo sobre la dictadura de Augusto Pinochet. Una biografía, José Agustín Catalá, una manera de ser hombre: libro homenaje en sus 70 años fue publicado en 1985 por el historiador Ramón J. Velásquez.